# Thryptocerus
Thryptocerus es un  género de coleópteros adéfagos de la familia Carabidae.

## Especies
Comprende las siguientes especies:
- Thryptocerus agaboides (Fairmaire, 1868)
- Thryptocerus anthracinus (Brancsik, 1893)
- Thryptocerus ebeninus Basilewsky, 1943
- Thryptocerus perrieri Jeannel, 1949
- Thryptocerus politus Chaudoir, 1878